# 高台県
高台県（こうだい-けん）は中華人民共和国甘粛省張掖市に位置する県。県人民政府の所在地は城関鎮。

## 地理
高台県は東経98度57分から100度06分、北緯39度03分から39度59分に位置し、東は臨沢県、西は酒泉市・金塔県及び西と南は粛南ユグル族自治県、北は内モンゴル自治区アルシャー右旗に隣接する。

## 行政区画
9鎮を管轄：
- 鎮：城関鎮、宣化鎮、南華鎮、巷道鎮、合黎鎮、駱駝城鎮、新壩鎮、黒泉鎮、羅城鎮